# Karl-Heinz Borutta (Fußballspieler, 1948)
Karl-Heinz Borutta (* 26. Dezember 1948) ist ein ehemaliger deutscher Fußballspieler.

## Karriere
Seine ersten fußballerischen Erfahrungen sammelte Borutta als Kind bei den Sportfreunden Ricklingen aus dem gleichnamigen hannoverschen Stadtteil Ricklingen. Von dort wechselte in seinem zehnten Lebensjahr innerhalb der Stadt zur SV Arminia.
Ab der Saison 1969/70 gehörte Borutta zum Kader des VfL Wolfsburg, für den er zuerst in der Regionalliga Nord als damaliger zweiter Ebene unterhalb der erstklassigen eingleisigen Bundesliga antrat. In dieser Phase kam der Mittelfeldspieler auf wenigstens 34 Einsätze mit drei Toren. Danach bestritt er für die Niedersachsen 67 Partien in der 1974 eingeführten 2. Bundesliga Nord und erzielte dabei sechs Tore. Zudem absolvierte er acht Spiele in der Aufstiegsrunde zur 1. Bundesliga sowie neun im DFB-Pokal, in denen er auf drei respektive zwei weitere Tore kam.
Laut Angaben des VfL Wolfsburg zählte der gelernte Kfz-Mechaniker Borutta, der ab 1969 parallel bei Volkswagen arbeitete und Anfang der 1970er Jahre seinen Wehrdienst bei der Bundeswehr absolvierte, mit über 300 Einsätzen als Stammkraft. Nach dem Ende seiner aktiven Laufbahn verblieb er noch einige Zeit bei seinem Arbeitgeber und machte sich nach insgesamt 22 Jahren Betriebszugehörigkeit selbstständig. Im Jahr 2011 ging er in den Ruhestand.